# Peer Gynt (Grieg)
A Peer Gynt, op. 23 Edvard Grieg 1875-ben komponált kísérőzenéje Henrik Ibsen Peer Gynt című darabjához. 1876-ban mutatták be Oslóban. Grieg később még két szvitet komponált belőle színpadra, amelyeket ma is rendszeresen előadnak koncerteken.

## Szerzőjéről
Edvard Hagerup Grieg a romantikus kor norvég zeneszerzője, zongoristája és karmestere volt. Norvég folklóron alapuló életművének nagy része dalokból, románcokból, zongoraművekből és kamarazenéből áll. Nem mutatott érdeklődést a hosszabb művek iránt, bár az op 16-os a-moll zongoraverseny és a „Peer Gynt” kísérőzenéje (két szvit) a legnépszerűbb kompozíciói közé tartozik.

## Témája
Per Gynt skandináv mesefigura karakteréről írt Henrik Ibsen már 1867-ben. 1891-ben dán nyelven megírta ötfelvonásos verses drámáját, a Peer Gyntöt.
|  | Alább a cselekmény részletei következnek! |

A darab főszereplője Peer Gynt és édesanyja, Åse szegénységben élnek, miután apja, Jon elmulatta a vagyonukat, és elhagyta őket. Peer tétlen és álmodozó, rossz hírnévnek „örvendő” ifjú. Ingrid a legmódosabb gazda lánya, akinek az esküvőjén Peer találkozik Solveiggel és beleszeret, aki rossz híre miatt nem hajlandó vele táncolni. Lerészegedve megszökteti az elbújt Ingridet az esküvőről, és együtt töltik az éjszakát egy erdei kunyhóban, s ott rejtőznek el üldözőik elől.
Peer világgá megy, s a manók birodalmába érkezik, akik elől alig tud megmenekülni. Solveig felkeresi, de ő elhagyja. Évekig utazgat a világban, majd meggazdagodik Amerikában. Megérkezik a Szaharába, ahol megpróbálja elcsábítani Anitrát, egy beduin törzsfőnök lányát, de az ellopja a vagyonát. Kairóban ellátogat egy elmegyógyintézetbe, ahol rádöbben, hogy mennyire eltékozolta életét. Norvégiába való hazatérése után hajótörést szenved. Kétségbeesésében hazamegy, ahol meghallja Solveignek az erdei kunyhóból kicsengő dalát…

## A mű megszületése
Ibsen kérésére Grieg 1875-ben írt egy dalt a Peer Gynt című darabhoz. 1891-ben megírta a Peer Gynt op. 23 darabot, amelynek premierje 1876. február 24-én Oslóban (akkori nevén Christianiában) volt. A színpadi zenéből Grieg később két szvitben négy tételt kiemelt: 1. szvit, op. 46 (1888 januárjában fejezte be, premierje november 1-jén Lipcsében volt) és a 2. szvit, op. 55 (1891 szeptemberében készült el, premierje november 4-én volt szintén Oslóban). A szvitek tételei nem követik a darab sorrendjét.

## A „Peer Gynt” op. 23 kísérőzene
A kísérőzene eredetileg 26 tételből állt, amelyeket Grieg később, 1885-ben adott hozzá. és 1902-ben átdolgozta a darab hangszerelését, két további tételt adva hozzá.
| 1. szín | 1. szín |
| ------- | --- |
| 1.      | Preludium: A menyasszony kertjében (I brudlaupsgarden)                                                         |
| 2.      | Elhalad a násznép (Brudefylgjet dreg forbi)                                                                    |
| 3.      | Halling és ugróstánc (Halling og Springdans)                                                                   |
| 2. szín | |
| 4.      | Preludium: A menyasszonyrabló / Ingrid panasza (Bruderovet / Ingrids klage)                                    |
| 5.      | Peer Gynt és a pásztorok (Peer Gynt og seterjentene)                                                           |
| 6.      | Peer Gynt és a zöldruhás nő (Peer Gynt og den grønkledde)                                                      |
| 7.      | A nagyszerű embereket lovastudásukról ismerik (På ridestellet skal storfolk kjennast)                          |
| 8.      | A hegyi király barlangjában (I Dovregubbens hall)                                                              |
| 9.      | Az öreg lányának tánca (Dans av Dovregubbens dotter)                                                           |
| 10.     | Peer Gyntöt manók üldözik (Peer Gynt jagast av troll)                                                          |
| 11.     | Peer Gynt és Bøygen (Peer Gynt og Bøygen)                                                                      |
| 3. szín | |
| 12.     | Preludium: A tűlevelű erdő mélyén (Dypt inne i barskogen)                                                      |
| 13.     | Solveig dala (Solveigs sang)                                                                                   |
| 14.     | Åse halála (Åses død)                                                                                          |
| 4. szín | |
| 15.     | Preludium: Reggeli hangulat (Morgonstemning)                                                                   |
| 16.     | Tolvaj és gyógyító (Tjuven og heilaren)                                                                        |
| 17.     | Arab tánc (Arabisk dans)                                                                                       |
| 18.     | Anitra tánca (Anitras dans)                                                                                    |
| 19.     | Peer Gynt szerenádja (Peer Gynts serenade)                                                                     |
| 20.     | Peer és Anitra (Peer og Anitra)                                                                                |
| 21.     | Solveig dala (Solveigs sang)                                                                                   |
| 22.     | Peer Gynt Memnon oszlopainál (Peer Gynt ved Memnonstøtten)                                                     |
| 5. szín | |
| 23.     | Preludium: Peer Gynt hazatérése. Viharos este a tengerparton (Peer Gynts heimfart. Stormfull aften ved kysten) |
| 24.     | Hajótörés (Skipsforliset)                                                                                      |
| 25.     | Solveig a kunyhóban énekel (Solveig syngjer i hytta)                                                           |
| 26.     | Éjszakai jelenet (Nattscene)                                                                                   |
| 27.     | Pünkösdi zsoltár (Pinsesalme)                                                                                  |
| 28.     | Solveig altatódala (Solveigs vuggevise)                                                                        |

A szvit időtartama önálló előadásban körülbelül 90 perc.

## Szvitek
A színpadi zenéből, amelyet ritkán adnak elő önállóan, Grieg két hangszeres szvitet komponált, amelyek rendszeresen szerepelnek a koncertrepertoárban.

### Első szvit
„Peer Gynt” 1. szvitjét, az op. 46-ost Grieg 1888 januárjában fejezte be, és Lipcsében mutatta be november elsején. A szvit elemei a következők:
- Reggeli hangulat, Allegretto pastorale [15.]
- Åse halála, Andante doloroso [14.]
- Anitra tánca, Tempo di Mazurka [18.]
- A hegyi király barlangjában, Alla marcia e molto marcato [8.]

### Második szvit
„Peer Gynt” 2. szvitje, az op. 55-ös 1981 szeptemberében készült el, és november 4-én Oslóban mutatták be. A szvit elemei a következők:
- Menyasszonyrablás. Ingrid panasza (Bruderovet. Ingrids klage), Allegro furioso - Andante doloroso [4.]
- Arab tánc (Arabisk dans), Allegro vivace [17.]
- Peer Gynt visszatérése (Viharos éjszaka a tengeren) (Peer Gynts hjemfart (Stormfull aften på havet)), Allegro agitato [23.]
- Solveig dala (Solveigs sang), Andante - Allegretto tranquillamente [21.]

## Hatása
Számtalan olyan mű létezik, amely e színpadi zenéből származó elemeket vagy témákat használ fel, a leggyakrabban „A palota királyának barlangjában” és a „Reggeli hangulat” tételeket.
Bergenben, a 175. évforduló alkalmából Grieg születése évfordulóján koncertet szerveztek, ahol Grieg összes művét előadták, op. 1–74. A koncert 2018. június 15-én 17.30-kor kezdődött, és másnap este 10 óra körül ért véget. Nevezetes norvég zenészek vettek rajta részt. A koncertet a város több pontján is élőben közvetítették, így a látogatók is követhették, akik hozhattak hálózsákot és saját élelmet.

## Fordítás
Ez a szócikk részben vagy egészben  a   Peer Gynt (Grieg) című horvát Wikipédia-szócikk ezen változatának fordításán alapul.  Az eredeti cikk szerkesztőit annak laptörténete sorolja fel. Ez a jelzés csupán a megfogalmazás eredetét és a szerzői jogokat jelzi, nem szolgál a cikkben szereplő információk forrásmegjelöléseként.